# Salvador Sobral
Salvador Thiam Vilar Braamcamp Sobral (Lisbona, 28 dicembre 1989) è un cantante portoghese.
Ha vinto l'Eurovision Song Contest 2017 per il Portogallo con la canzone Amar pelos dois, scritta dalla sorella Luísa Sobral, prima vittoria per lo stato lusitano.

## Biografia

### Origini
Sobral è nato a Lisbona, da una famiglia di nobili decaduti, essendo il figlio di Salvador Luís Cabral Braamcamp Sobral, imparentato col politico Hermano José Braamcamp de Almeida Castelo Branco, Conte di Sobral de Monte Agraço. Ha vissuto la maggior parte della sua vita a Lisbona, ma anche a Barcellona, Maiorca e negli Stati Uniti d'America.

### Carriera
Salvador ha partecipato alla terza stagione del talent show portoghese Ídolos nel 2009, piazzandosi settimo.
Nel 2016 è uscito il suo album di debutto, Excuse Me, che ha prodotto i due singoli Excuse Me e Nem eu.
Nel 2017 ha partecipato al Festival da Canção, la storica selezione portoghese per l'Eurovision Song Contest, con Amar pelos dois, composta da sua sorella Luísa Sobral. Ha vinto il voto della giuria ed è arrivato secondo nel televoto, assicurandosi abbastanza punti per vincere il programma e per assicurarsi un posto sul palco dell'Eurovision Song Contest 2017 a Kiev, in Ucraina, in rappresentanza del paese lusitano; dopo aver superato la prima semifinale, si è guadagnato un posto per la serata finale il 13 maggio e ha ricevuto tra giurie e televoto 758 punti, che hanno valso la prima vittoria in assoluto del Portogallo all'ESC.
Ha partecipato al concerto di beneficenza tenutosi dopo l'incendio di Pedrógão Grande.
A settembre dello stesso anno ha lasciato temporaneamente l'attività musicale per problemi di salute. A tal riguardo, il 25 ottobre 2017 si è appreso dal quotidiano portoghese Correio da Manhã che Salvador Sobral è stato collegato ad un cuore artificiale per quasi due mesi: si è trattato di una soluzione temporanea intrapresa per garantire un corretto ricambio sanguigno in attesa e nella speranza di un trapianto, avvenuto poi il 9 dicembre 2017 a Lisbona.

## Vita privata
Nel 2018 ha sposato l'attrice Jenna Thiam.

## Discografia

### Album in studio
- 2016 – Excuse Me
- 2019 – Paris, Lisboa
- 2020 – Alma nuestra (con Victor Zamora, Nelson Cascais e André Sousa Machado)
- 2021 – BPM
- 2023 – Timbre

### Album dal vivo
- 2017 – Excuse Me (Ao vivo)

### Singoli
- 2016 – Excuse Me
- 2016 – Nem eu
- 2017 – Amar pelos dois
- 2018 – Mano a mano
- 2018 – Cerca del mar
- 2019 – Anda estragar - Me os planos
- 2020 – Tú me acostumbraste (con Alma nuestra)
- 2020 – Tú mi delirio (con Alma nuestra)
- 2021 – Sangue do meu sangue